# Низкие Бескиды
Ни́зкие Бески́ды, также Центра́льные Бески́ды (пол. Beskidy Środkowe) — горный массив в восточной Словакии и юго-восточной Польше. Часть горной системы Карпат. Состоит из Нижних Бескидов, Бусова, Ондавской Врховины, Лаборецкой Врховины и Бескидского Предгорья.
Массив простирается дугой с запада на восток и является водоразделом между реками Дунайского бассейна на юге (Топля, Ондава, Лаборец) и реками Вислинского бассейна на севере (Вислок, Вислока, Белая). Наивысшая точка — гора Бусов.

## Карты

Центральные Бескиды, обозначенная на карте красным цветом (b)
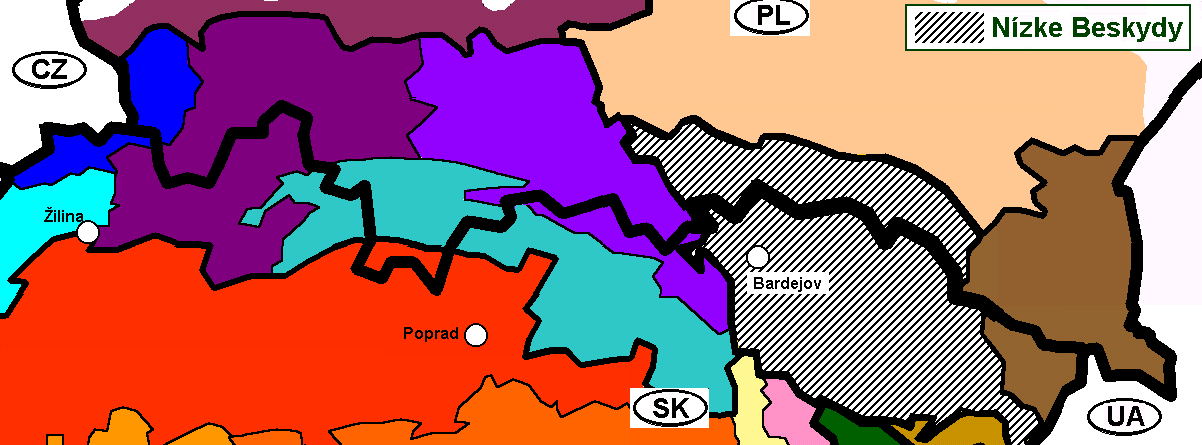
Центральные Бескиды, обозначенная на карте серым цветом